# Lac Gistóva
 (septembre 2023).
Si vous disposez d'ouvrages ou d'articles de référence ou si vous connaissez des sites web de qualité traitant du thème abordé ici, merci de compléter l'article en donnant les références utiles à sa vérifiabilité et en les liant à la section « Notes et références ».
Le lac Gistóva (en grec moderne : Λίμνη Γκιστόβα), situé sur le mont Gramos, dans le dème de Nestório, district régional de Kastoriá, en Macédoine-Occidentale, Grèce.

## Description
Il s'agit du lac alpin le plus haut et le plus grand lac des montagnes grecques. Il est situé à une altitude de 2 353 mètres, juste à proximité de la frontière entre l'Albanie et la Grèce. Les villages les plus proches sont Grámos en Grèce (6 km) et Starje en Albanie.

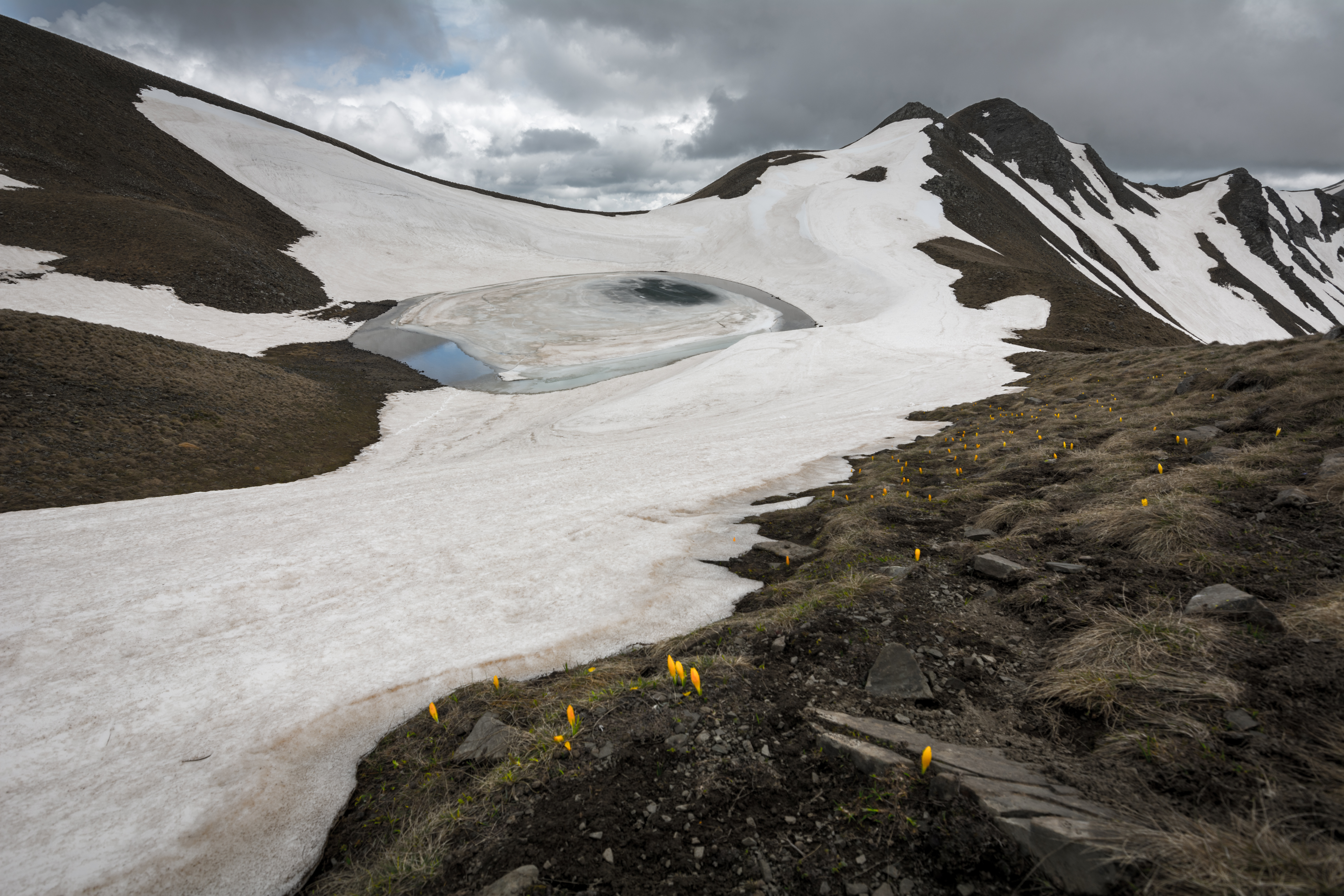
Le lac du dragon Gistóva, sous la neige.